# Чур (Ставропольский край)
Чур — аул в Туркменском районе (муниципальном округе) Ставропольского края России.

## Название
Название можно перевести  как «граница», «предел». По другой версии аул назван именем его основателя. В работе А. А. Володина «Трухменская степь и трухмены» (1905) указано, что своё наименование аул Чур получил «от кочевавших трухмен»:28.

## География
Расстояние до краевого центра: 121 км.
Расстояние до районного центра: 3 км.

## История
Аул Чур основан в 1865 году в одноимённой балке:27. Заселялся преимущественно човдурами:81. В отчёте Трухменского приставства за 1880 год упоминается как «поселенный аул».
На 1 января 1902 года в Чуре числилось 79 домов с 448 жителями:27. Надел аула, вытянувшийся узкой полосой к югу и юго-западу от реки Айгурки, в 1903 году составлял 12 000 десятин земли (из них 5100 было сдано в аренду):63. На 1 января того же года в Чуре действовала 1 мусульманская школа (мектеб), в которой обучалось 10 мальчиков и 5 девочек:58.
Согласно данным за 1920 год, аул числился в составе Маштак-Кулакской волости Туркменского района Благодарненского уезда.
В 1936 году на территории аула Чур образовался колхоз им. Гофицкого, который в 1952 году был объединён с колхозами им. Ворошилова (Маштак-Кулак) и им. Ленина (посёлок Владимировка).
Перед началом Великой Отечественной войны в Маштак-Кулак и Чур переселились жители заброшенных аулов Айгур и Эдисан-Гора:101.
В 1956 году Туркменский район был упразднён с передачей территории Петровскому, Благодарненскому и Арзгирскому районам. На 1 марта 1966 года аул Чур входил в Летне-Ставочный сельсовет Петровского района:22.
В 1970 году Туркменский район был восстановлен, и Летне-Ставочный сельсовет со всеми населёнными пунктами (включая аул Чур) вновь вошёл в его состав:28.
До 16 марта 2020 года аул входил в упразднённый Летнеставочный сельсовет.

## Население
| 1872 | 1896 | 1900 | 1902 | 1907 | 1925 | 1926 |
| ---- | ---- | ---- | ---- | ---- | ---- | ---- |
| 359  | ↘320 | ↗341 | ↗448 | ↘362 | ↘326 | ↘253 |
| 1989 | 2002 | 2010 | 2014 |      |      |      |
| ↗669 | ↗782 | ↘744 | ↘700 |      |      |      |

По данным переписи 2002 года, 89 % населения — туркмены.

## Образование
- Начальная школа-детский сад № 15[26]

## Религия
В ауле есть местная религиозная организация мусульман-суннитов ханафитского мазхаба. В 2007 году открылась мечеть, построенная на средства предпринимателей.

## Памятники
- Могила партизана Ю. Динмухаметова, погибшего в борьбе за власть советов[29]. Надписи на табличке: 1919 (год гибели), 1935 год (год установки памятника).
- Обелиск на могиле партизана гражданской войны. 1935 год[30].

## Кладбище
К западу от аула находится общественное открытое кладбище площадью 31 143 м².